# ザクロソウ科
ザクロソウ科（ザクロソウか、Molluginaceae）は双子葉植物の科。いずれも草本で、19属100種ほどが世界の熱帯を中心に温帯まで分布する。日本では畑や道端によく見られる雑草のザクロソウとクルマバザクロソウがある。かつてはハマミズナ科（Aizoaceae：ただし和名ではザクロソウ科と呼ばれた）に含められており、現在でも混同されることがある。ハマミズナ科は多肉植物で花は多くが目立つ（美しいのでよく栽培される）ものが多いのに対し、ザクロソウ科は多肉でなく花も目立たない。
属：
- Adenogramma
- Coelanthum
- モンパミミナグサ属 Glinus
- Glischrothamnus
- Hypertelis
- ザクロソウ属 Mollugo
- Pharnaceum
- Polpoda
- Psammotropha
- Suessenguthiella

以前ザクロソウ科に分類されていた以下の属はそれぞれ以下の科に移動された。
- Corbichonia - Lophiocarpaceae
- Corrigiola - ナデシコ科 Caryophyllaceae
- Kewa - Kewaceae
- Limeum - Limeaceae
- Macarthuria - Macarthuriaceae
- Telephium - ナデシコ科 Caryophyllaceae